# Manieczki
Manieczki is een plaats in het Poolse district  Śremski, woiwodschap Groot-Polen. De plaats maakt deel uit van de gemeente Brodnica en telt 1100 inwoners.